# Rheden
Rheden là một đô thị ở phía đông Hà Lan.

## Các trung tâm dân cư
- Velp (dân số năm 2003: 17.615)
- Dieren (15.283)
- Rheden (7.912)
- De Steeg (1.288)
- Ellecom (1.105)
- Spankeren (1.058)
- Laag Soeren (806)

## Nhân vật nổi tiếng
- Cua rơ Erik Breukink sinh ở Rheden năm 1964.
- Hans van den Broek, nhà chính trị, cố Bộ trưởng ngoại giao, ủy viên hội đồng thành phố từ 1970 đến 1974
- Tác gia Louis Couperus sống ở Rheden cho đến khi mất năm 1923.
- Tác gia Simon Carmiggelt có một ngôi nhà ở De Steeg